# Laguna Cachicoya
Cachicoya o laguna Larga es una laguna ubicada en las cercanías de la localidad de Laguna Larga, en el Departamento Río Segundo, Córdoba, Argentina. Laguna drenada ilegalmente, actualmente en proyecto de restitución.

## Toponimia
En lengua indígena autóctona cachi significa ‘larga’, y coya o cocha significa ‘laguna’; es por eso que se forma ‘laguna larga’. 
En esta región habitaban sanavirones que hacia el siglo XVI (época en que concluía la expansión sanavirona en la región pampeana) habían remplazado en gran medida su lengua original por el quichua, explicando esto el porqué de algunos vocablos de ese origen en la región.

## Historia
Se relata su existencia desde épocas de la colonización española en tiempos de la llegada de Jerónimo Luis de Cabrera en la tercera década del siglo XVI.
Sin embargo, hasta el presente, el hecho histórico más importante ocurrió en febrero de 1830, cuando las tropas federales, al mando de Facundo Quiroga, fueron derrotadas por la unitarias que se encontraban al mando de José María Paz, pese a que el hecho fue llamado en esa época por las fuentes federales Batalla de Laguna Larga luego prevaleció el nombre de Batalla de Oncativo.
Durante todo el siglo XX, la laguna sufrió varias etapas de sequía, variando así su ubicación específica. En la década de 1970, un gran ciclo de lluvias la volvió a formar. 
En la actualidad la laguna se encuentra canalizada, es decir el espejo de agua fue desviado por medio de una red de canales que desembocan en el arroyo Las Junturas, dichas tareas fueron realizadas con el consentimiento del entonces intendente de Laguna Larga, Fernando Boldú. Entre las razones que podemos nombrar para tratar de justificar dicha ocurrente y por cierto injustificable  decisión (destrucción del hábitat de las especies que allí se encontraban como también la destrucción de un paisaje natural que llenaba de orgullo y que dio en sus orígenes nombre a la ciudad que se encontraba a su costado) fueron las siguientes:  La recuperación de tierras para la agricultura (propiedades privadas) y facilitar de las tareas de construcción de la Autopista Córdoba - Rosario (por no querer correr el trazado de la vía de tránsito).
Esta situación es totalmente ilegal y repudiable ya que viola la legislación vigente con respecto a lagos, lagunas y ríos permanente y temporarios, contenidos en el Código de Aguas (Provincia de Córdoba) y el Código Civil de Argentina.
Recientemente, se comenzó a trabajar en un proyecto para recuperar la laguna. Se contrató a técnicos especialistas para evaluar la posibilidad de conformar nuevamente el espejo de agua, quienes dieron el visto bueno para dicho proyecto.
- Datos: Q5738633